# Singa lucina eburnea
Singa lucina là một phân loài nhện trong họ Araneidae.
Loài này thuộc chi Singa. Singa lucina eburnea được Eugène Simon miêu tả năm 1929.